# Sylvia Thun
Sylvia Thun (* 1968 in Köln) ist Universitätsprofessorin, approbierte Ärztin und Ingenieurin für biomedizinische Technik. Sie lehrt seit 2011 als Professorin für Informations- und Kommunikationstechnologie im Gesundheitswesen an der Hochschule Niederrhein; seit 2018 ist sie als Gastprofessorin an der Charité und Direktorin für E-Health und Interoperabilität am Berliner Institut für Gesundheitsforschung (BIH) der Stiftung Charité. Im Herbst 2021 wurde sie auf eine W3-Professur am BIH@Charité auf Lebenszeit berufen. Thun forscht zu Themen wie der Elektronischen Gesundheitsakte oder dem elektronischen Rezept und gilt laut Bundesministerium für Bildung und Forschung (BMBF) als Expertin für nationale und internationale IT-Standards im Gesundheitswesen. Sie leitet das Projekt Digitalradar Krankenhaus und das Expertengremium für Interoperabilität des Bundesministeriums für Gesundheit (BMG).

## Werdegang
Thun absolvierte ein Ingenieurstudium der Physikalischen Technik/ Biomedizinischen Technik an der Fachhochschule Aachen (Jülich) und ein Medizinstudium an der RWTH Aachen. Dort wurde sie 2001 auf dem Gebiet der Radiologie mit einer Arbeit über Magnetresonanztomographie bei Bronchialkarzinomen zum Dr. med promoviert. Sie arbeitete am Institut für Radiologische Diagnostik am Universitätsklinikum Aachen und an anderen klinischen Einrichtungen, und programmierte u. a. am MRT.
Zwischen 2000 und 2004 war sie als Unternehmensberaterin im Gesundheitswesen tätig, unter anderem zu Themen wie Behandlungspfade, Klinikinformationssysteme, Diagnosebezogene Fallgruppen, Controlling, Datenschutz sowie Qualitäts- und Projektmanagement. Am Deutschen Institut für Medizinische Dokumentation und Information (DIMDI) in Köln, wo sie von 2004 bis 2011 als wissenschaftliche Mitarbeiterin tätig war, arbeitete sie an Arzneimittelinformationen sowie IT-Standards für die Interoperabilität zwischen Softwaresystemen im Gesundheitswesen. Im Jahr 2011 wurde sie als Professorin für Informations- und Kommunikationstechnologie an die Hochschule Niederrhein berufen. Daneben ist sie im wissenschaftlichen Beirat des mibeg-Instituts Medizin und Dozentin in weiteren verschiedenen Hochschulen und Instituten und im Präsidium der ärztlichen Fachgesellschaft GMDS. Seit 2018 arbeitet sie etwa zur Hälfte als Direktorin der Einheit „eHealth und Interoperability“ am Berliner Institut für Gesundheitsforschung und zur anderen Hälfte weiterhin als Professorin an der Hochschule Niederrhein.
Thun ist Vorsitzende des Anfang 2017 gegründeten Spitzenverbands IT-Standards im Gesundheitswesen (SITiG) und ist (Vorstands-)Mitglied und Beteiligte von zahlreichen Arbeitsgruppen, Projekten und Organisationen, die sich mit Medizin-Standardisierung befassen (z. B. HL7 Deutschland, IHE Deutschland, IDDG, DIN Fachausschuss Medizinische Informatik, ISO TC 215, Horizont 2020). In dem 2008 bis 2014 laufenden EU-Projekt epSOS (Smart open Services for European Patients), das sich der EU-weiten Standardisierung von einer elektronischen Patientenakte und einem eRezept widmete, leitete sie die Arbeitsgruppe, die sich mit der semantischen Ebene der Interoperabilität zwischen IT-Systemen im Gesundheitswesen befasste.
Im Jahr 2014 wurde sie in einer Initiative der Gesellschaft für Informatik und des Bundesministeriums für Bildung und Forschung zu einer der „Digitalen Köpfe“ Deutschlands ernannt. 2015 gründete sie zusammen mit Christiane Groß, Vorsitzende des Ärztinnenbundes das Netzwerk #SHEHEALTH (Women in Digital Health)
Zum Praxishandbuch Integrierte Behandlungspfade sowie Praxishandbuch IT im Gesundheitswesen trug sie jeweils die Kapitel zu ihren Spezialgebieten bei und ist weiterhin Autorin zahlreicher Publikationen.
2022 erhielt Thun das Verdienstkreuz am Bande des Verdienstordens der Bundesrepublik Deutschland.

## Mitwirkung in wissenschaftlichen und technischen Gremien (Auszug)
- Leopoldina: 
  - Mitglied in der wissenschaftlichen Kommission Gesundheitssystem im Wandel, Präsidiumsmitglied des Präsidiums der GMDS e. V. Deutsche Gesellschaft für Medizinische Informatik, Biometrie, Epidemiologie e. V. (2019–2023)
  - Mitglied im Fachausschuss Medizinische Informatik, Zertifikatskommission
  - Leitung der Präsidiumskommission „Weiterbildung Medizinische Informatik für Ärzte“ der GMDS
  - Leitung der Arbeitsgruppe Standards für Interoperabilität und elektronische Patientenakten der GMDS
  - Leiterin der Präsidiumskommission Gesundheitsstrategie der Bundesregierung der GMDS
- Vorstandsmitglied der DGBMT
- Vorsitzende des Vorstands von HL7 Deutschland e.V.
- Gründungspräsidentin und Vorstandsvorsitzende des Spitzenverbandes IT-Standards im Gesundheitswesen SITiG
- Delegierte der AWMF e.V.
  - Mitglied der AG Digitalisierung von Leitlinien des AWMF e.V.
- Mitglied des Arbeitskreises „Künstliche Intelligenz in der Medizin“ der Bundesärztekammer
- Expertenkommission Conterganstiftung
- Mitglied des Kuratoriums Fraunhofer IESE
- Mitglied wissenschaftlicher Beirat des Bundesinstituts für Arzneimittel und Medizinprodukte (BfArM)
- Mitglied KKG des BfArM
- Stellv. Leitung Fachbereich Medizinische Informatik und stellv. Obfrau des Fachausschusses Terminologie des DIN
- Delegierte CEN TC 215 und ISO TC 251, Liaison TC 276
- IHE Deutschland e.V. Integrating the Healthcare Enterprise e.V.; Past User Chair, Care Taker Pharmacy
- Wissenschaftlicher Beirat mibeg Institut Medizin
- Stellvertr. Vorsitzende IDDG e.V. Institut für Datenmanagement und Datenvalidierung
- Mitglied BVMI Bundesverband Medizinischer Informatiker
- Mitglied der Expertinnen- und Expertenkommission für zukunftsgewandte Themenstellungen der Contaganstiftung
- Mitarbeit bei der KI-Enquete der Bundesregierung
- Wissenschaftliche Beratung BMBF, BMWi, BMG und Landesbehörden
- Scientific Programme Committee bei internationalen Konferenzen International Health Interoperability Conference (IHIC), Medical Informatics Europe (MIE) und GMDS
- Mitglied Editorial Board „GMS Medizinische Informatik, Biometrie und Epidemiologie“ (MIBE)
- Gewähltes Mitglied der internationalen HL7 Terminology Authority (HTA) und TSMG
- Mitarbeit in der Working Group 5 - Federated, secure, interoperable and privacy- respecting framework and access governance 1+ Million Genomes-Initiative
- Mitarbeit GENOMDE
- Mitglied ADVISORY BOARD
  - Charité/BIH-IIA
  -  German Israeli Health Forum for Artificial Intelligence (GIHF-AI)
  - Advisory Board XpanDH der EU
  - Collaboration on Rare Diseases
- Gutachtertätigkeit für verschiedene Projekte des BMG, BMWi, BMBF und der Landesministerien NRW, Brandenburg, Hessen und Baden-Württemberg
- Scientific reviews für verschiedene wissenschaftlichen Zeitschriften aus dem Bereich der Medizininformatik
- Beratung, Stellungnahmen und Anhörungen zu Digital-Gesetzen des BMG und BMBF

## Veröffentlichungen
- Dynamische Magnetresonanztomographie zentraler Bronchialkarzinome mit einem nicht-ionischem hochdosierten Kontrastmittel im Rahmen einer Phase-III-Studie. Dissertation. Aachen 2001.

### Mitautorin
- Jörg Eckardt, Brigitte Sens (Hrsg.): Praxishandbuch Integrierte Behandlungspfade – Intersektorale und sektorale Prozesse professionell gestalten. Economica/Medizin-Recht-Verlag, Heidelberg 2005, ISBN 978-3-87081-430-4.
- Christian Johner, Peter Haas (Hrsg.): Praxishandbuch IT im Gesundheitswesen: erfolgreich einführen, entwickeln, anwenden und betreiben. Hanser, München 2009, ISBN 978-3-446-41556-0.
- Sylvia Thun, Jana Aulenkamp, Stefan Heinemann (Hrsg.): Frauen in der digitalen Zukunft der Medizin und Gesundheitswirtschaft. Karrieregerechtigkeit, Gendermedizin, (She) Health, Diversity. medhochzwei Verlag; 1. Aufl. Edition (27. August 2021). ISBN 3-86216-805-0.